# عزلة الأبناء (صنعاء)

تعديل مصدري - تعديل

عزلة الأبناء هي إحدى عزل مديرية بني حشيش في محافظة صنعاء اليمنية ويبلغ تعداد سكانها 2391 نسمة حسب التعداد السكاني في اليمن لعام 2004.

## روابط خارجية
- الجهاز المركزي للإحصاء بالجمهورية اليمنية
- المركز الوطني للمعلومات باليمن
- World Gazetteer:Yemen
- الدليل الشامل